# گوانگهان
گوانگهان (به لاتین: Guanghan) یک شهر در سطح شهرستان در جمهوری خلق چین است که در دییانگ واقع شده است.

## خصوصیات
گوانهان ۵۳۸ کیلومترمربع مساحت و ۵۹۰٬۰۰۰ نفر جمعیت دارد.